# Óriás sünkaktusz
Az óriás sünkaktusz (Kroenleinia grusonii, korábban Echinocactus grusonii) a szegfűvirágúak (Caryophyllales) rendjébe, ezen belül a kaktuszfélék (Cactaceae) családjába tartozó faj.
Mai nemzetségének az egyetlen faja.

## Előfordulása
Az óriás sünkaktusz eredeti előfordulási területe Mexikó északkeleti részén van; főleg a Zacatecas és a San Luis Potosí nevű államok területein. A természetes élőhelyei a tűzhányók oldalai, általában 1400 méteres tengerszint feletti magasságban. Manapság szobanövényként világszerte termesztik.

## Megjelenése
Gömb alakú, erősen bordázott kaktuszfaj, amely több év múlva, több mint 100 centiméter magasra is megnőhet. A körülbelül 35 darab bordájának gerincén helyezkednek el a kissé görbült tüskéi, amelyek többféle sárga árnyalatban vagy akár fehérben is mutatkoznak. A fiatal növény nem hasonlít a felnőttre, mivel bordái helyett dudoros kinövései vannak. A kis sárga virágai nyáron nyílnak, a kaktusz teteje körül. A növény, csak 20 éves korában virágzik először; és átlagosan 30 évet él. A termés ovális és sárga színű; benne a magok vörösesbarnák.

## Képek

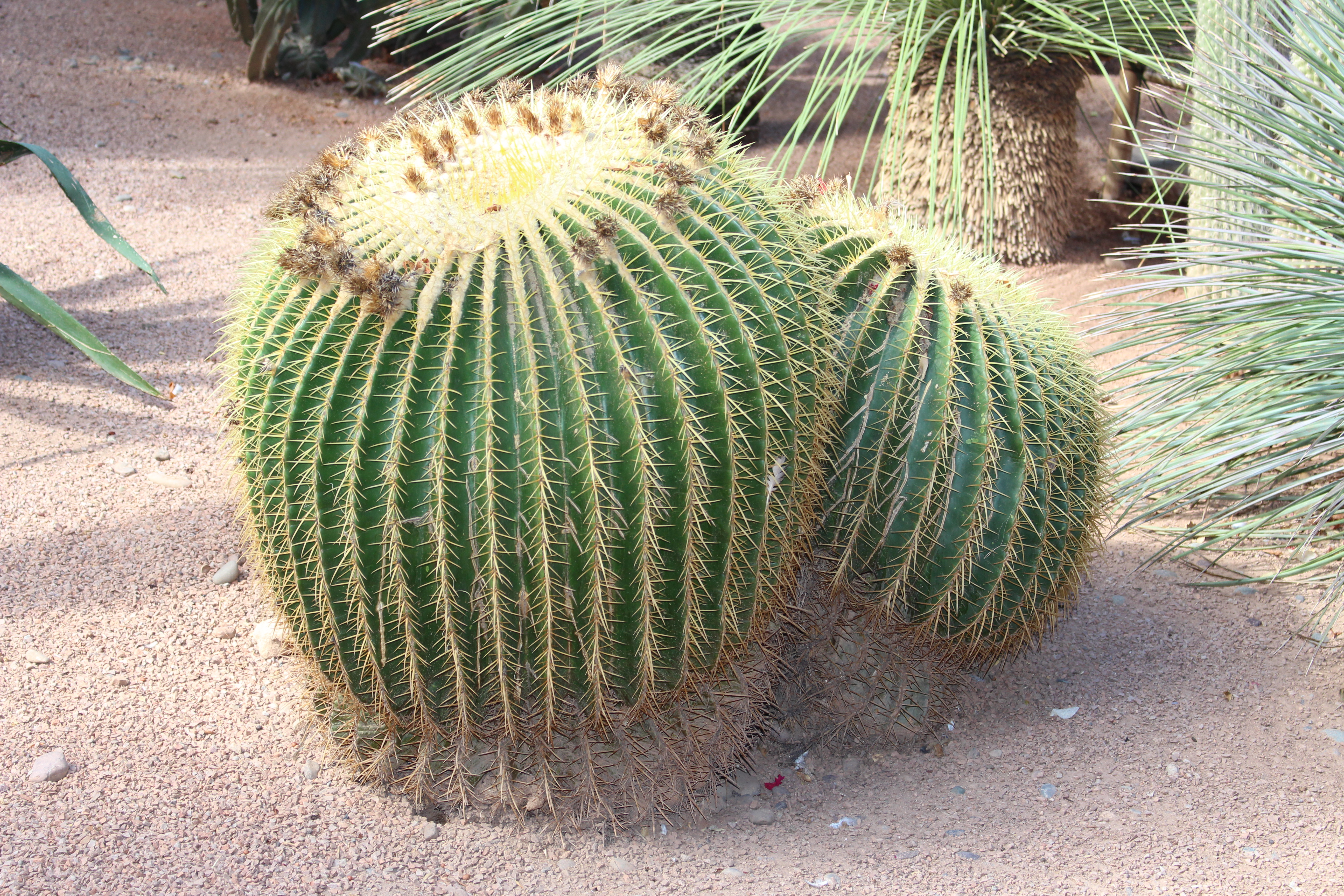
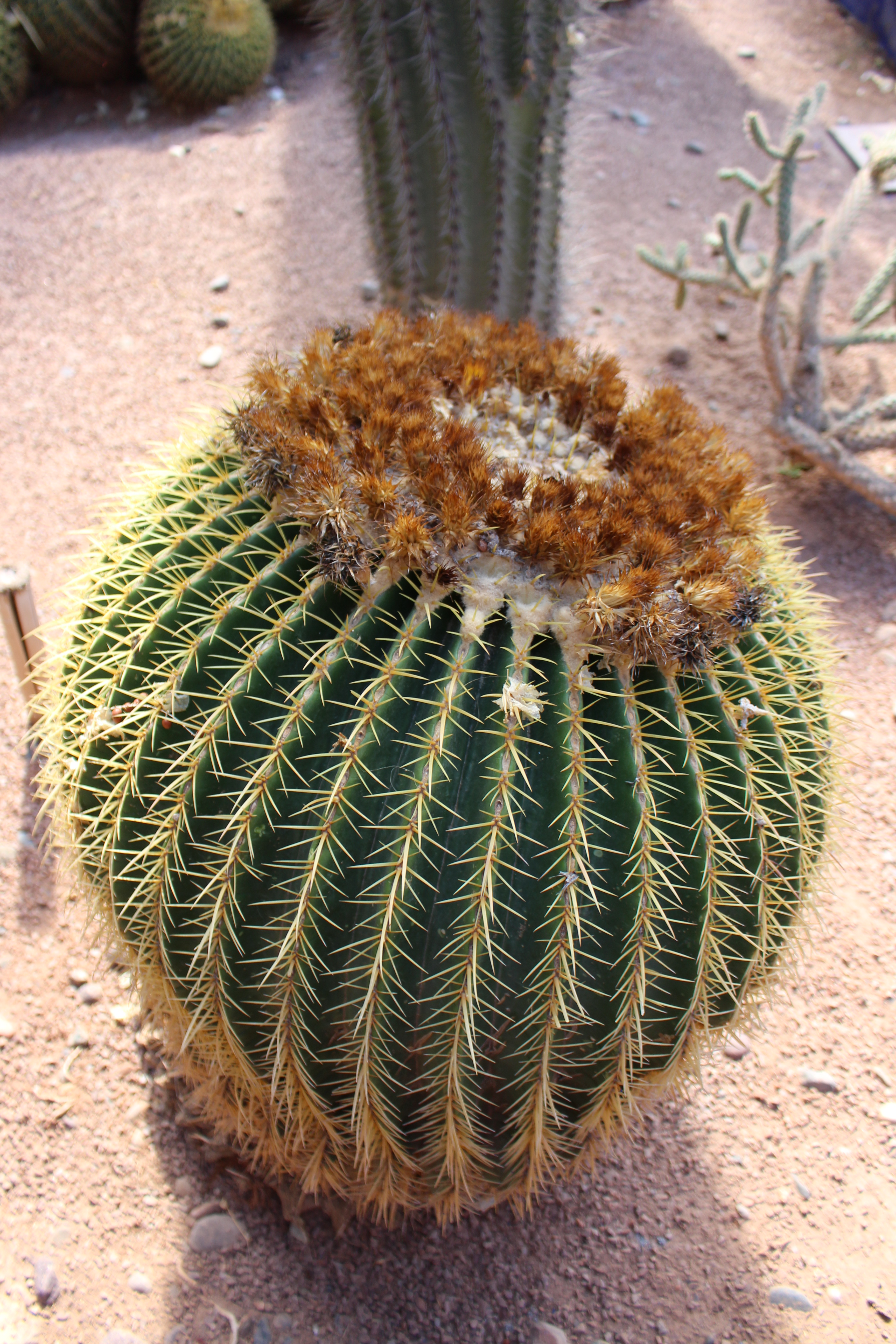
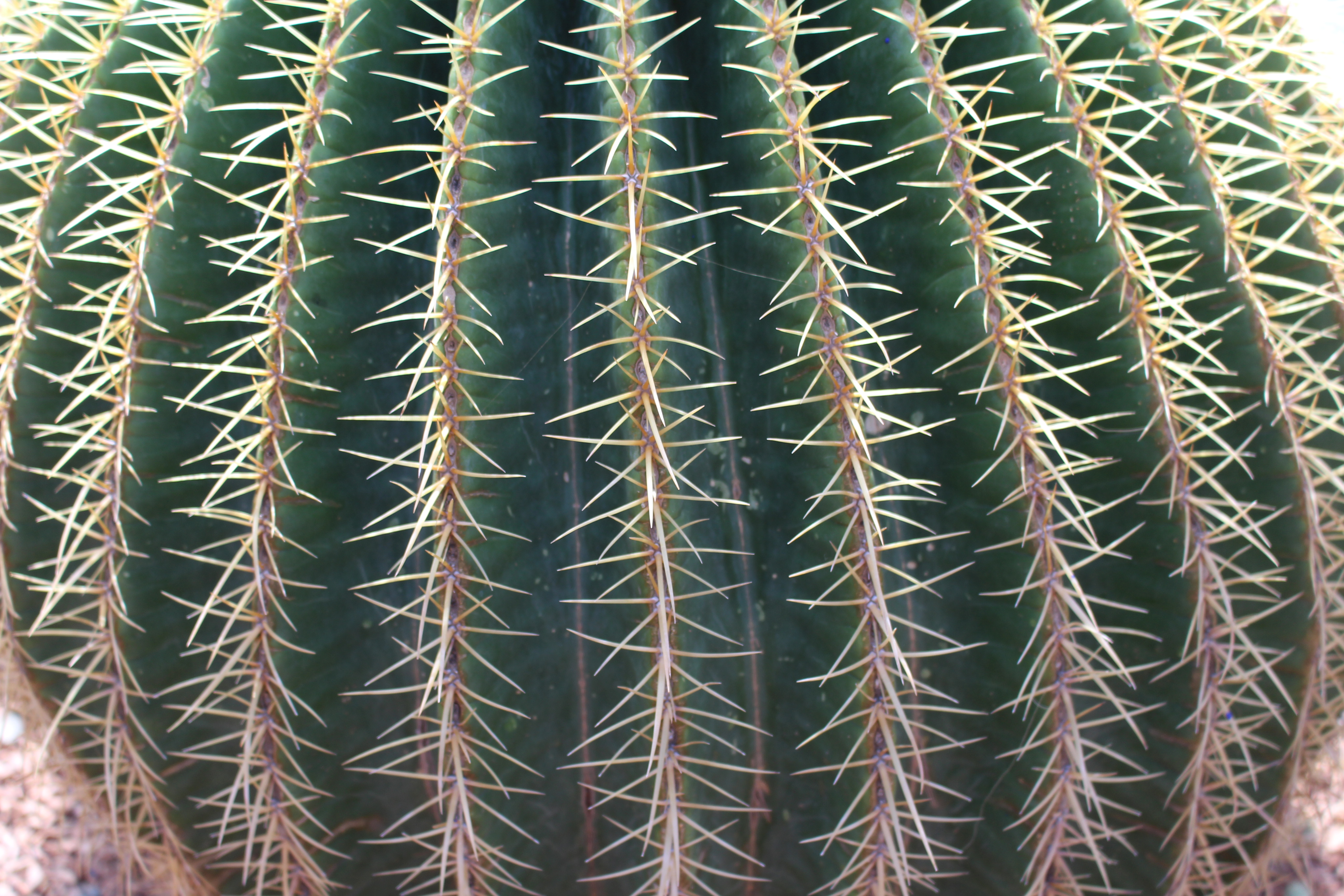
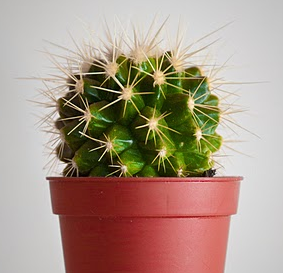
Fiatal
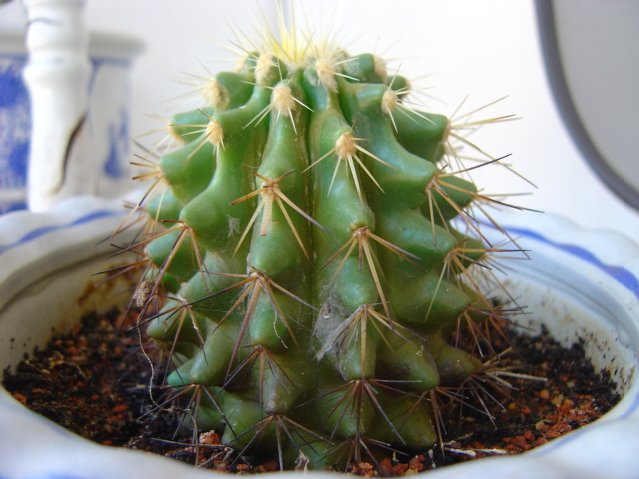
példányok
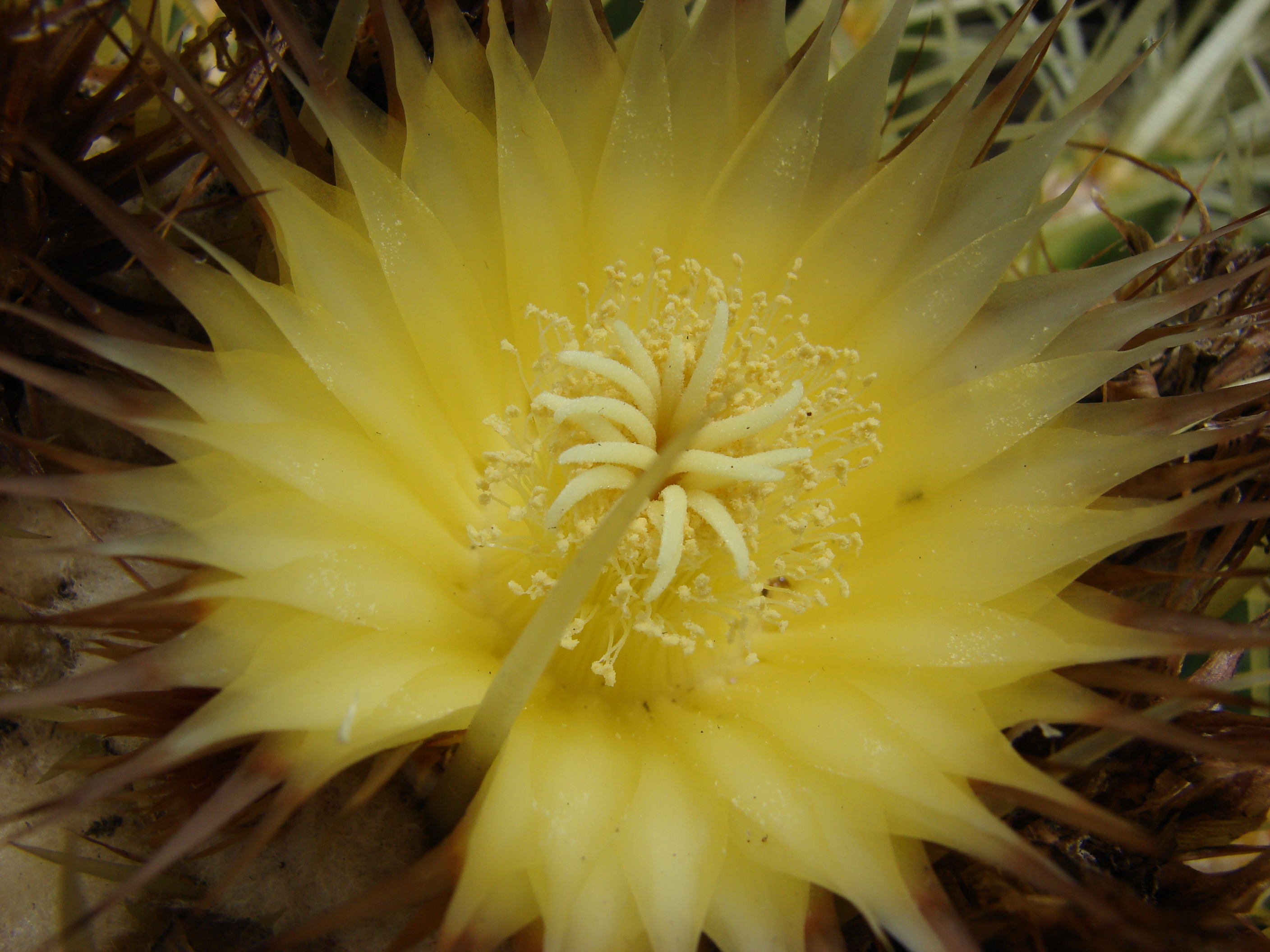
Virága
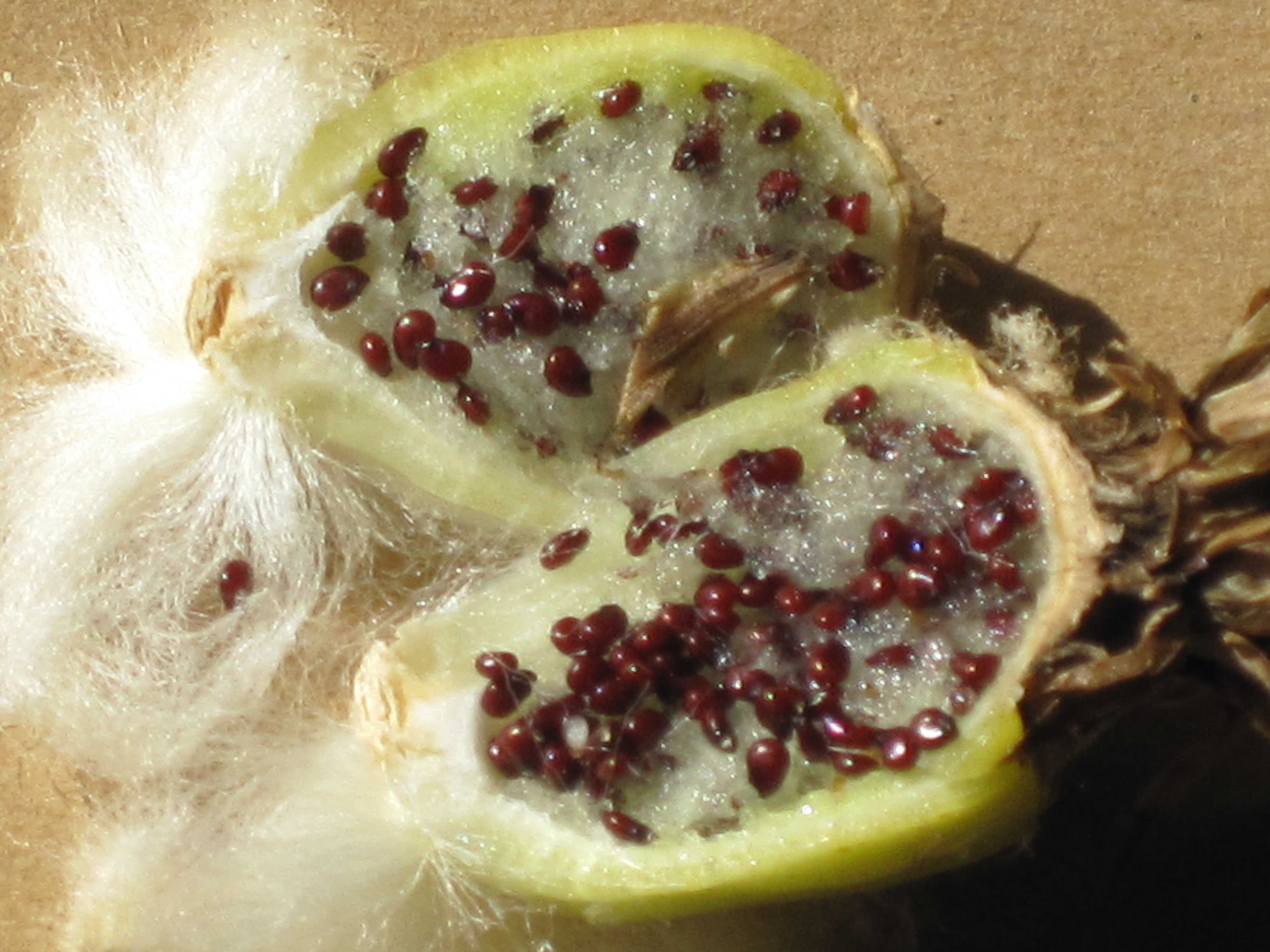
Termése magokkal